# 睡菜科
睡菜科（Menyanthaceae）又名莕菜科，多年生之浮葉草本植物，在植物分類上屬於被子植物（Angiospermae）及菊目。適應環境頗強的睡菜科，於台灣、中國、日本、韓國沼澤與溪流間，野放歸化狀況時有所見。睡菜科有5屬，約有70種。世界性分佈。
傳統的植物分類系統，例如：恩格勒系統將睡菜科分類為龍膽目下的一個科，克朗奎斯特分类法系統將睡菜科分類為茄目下的一個科。而最近的APG分类法則是將睡菜科分類為菊目下的一個科。

## 屬
- Liparophyllum–1種。
  - Liparophyllum gunnii–澳洲塔斯馬尼亞原產。
- 睡菜屬（Menyanthes）–1種。
  - 睡菜（Menyanthes trifoliata）
- Nephrophyllidium–1種。
  - Nephrophyllidium crista-galli–美國原產。
- 莕菜属（Nymphoides）–約有50種。
- Villarsia–約有20種。